# غانيت
الغانيت أو الجانيت أو الجَهنيت معدن نادر ينتمي إلى مجموعة اللعل. وهي تشكل بلورات ثمانية السطوح والتي قد تكون خضراء أو زرقاء أو صفراء أو بنية أو رمداء. غالبًا ما يتشكل منتج محورًا من الإسفاليريت في رواسب الكبريتيد الضخمة المتغيرة مثل في بروكن هيل في أستراليا. وتوجد في فالون في السويد حيث توجد في البغماتيت والإسكارن؛ وفي الولايات المتحدة في شَرلمُنت؛ سبروس بين في شمال كرولينة؛و مناطق غيرها.
وصفت أول مرة عام 1807 للعثور عليه في منجم فالون في السويد وسمي على اسم الكيميائي السويدي يوهان غُتليب غان (1745-1818) ، مكتشف عنصر المنغنيز. يطلق عليه أحيانًا اسم لعل الزنك.